# Momotus
Momotus es un género de aves coraciformes perteneciente a la familia Momotidae, que agrupa a especies nativas de la América tropical (Neotrópico), donde se distribuyen desde el noroeste de México, a través de América Central, Trinidad y Tobago y América del Sur, hasta el noroeste de Argentina. A sus miembros se les conoce por el nombre popular de momotos, y también burgos y barranqueros, entre otros.

## Etimología
El nombre genérico masculino «Momotus» deriva de la palabra azteca «momot» utilizada para designar a estas aves por Nieremberg 1635, Willughby 1676, y Ray 1713, y «motmot» por Hernández 1651.

## Características
Las aves del género Momotus son grandes y vistosas, midiendo entre 30 y 48 cm de longitud, considerando sus largas y elegantes colas escalonadas y que exhiben raquetas; son cabezonas, con picos robustos y máscaras negras, de colores predominantes verdes y rufos. Perchan erguidas en el interior de las selvas, desde donde capturan su alimento, grandes insectos y pequeños vertebrados.

## Lista de especies
Según las clasificaciones del Congreso Ornitológico Internacional (IOC)  y Clements Checklist v.2017, el género agrupa a las siguientes especies con el respectivo nombre popular de acuerdo con la Sociedad Española de Ornitología (SEO), o Aves del Mundo (HBW):
- Momotus mexicanus Swainson, 1827 – momoto mexicano;
- Momotus coeruliceps (Gould, 1836) – momoto capiazul;
- Momotus lessonii Lesson, 1842 – momoto diademado;
- Momotus subrufescens P.L. Sclater, 1856 – momoto rojizo;
- Momotus bahamensis (Swainson, 1838) – momoto de Trinidad;
- Momotus momota (Linnaeus, 1766) – momoto amazónico;
- Momotus aequatorialis Gould, 1858 – momoto serrano.

## Taxonomía
Las especies coeruliceps, lessoni, subrufescens y bahamensis fueron hasta recientemente consideras como subespecies del entonces complejo Momotus momota. El estudio de Stiles (2009), que examinó un total de 512 especímenes, y con base en los patrones de plumaje, biométricas y vocalizaciones, suplementado por informaciones de distribución geográfica y ecología, recomendó su reconocimiento como especies separadas. La separación fue aprobada en la Propuesta N° 412 al Comité de Clasificación de Sudamérica (SACC).